# María Fernández Ache
María Fernández Ache (* in Verín, Provinz Ourense, Galicien) ist eine spanische Schauspielerin.

## Leben
Ache wurde in Verín geboren. Neben Spanisch und Englisch spricht sie außerdem Französisch, Italienisch und Gallego. Seit dem 10. August 2002 ist sie mit dem Schauspieler Will Keen verheiratet. Ihre gemeinsame Tochter Dafne Keen (* 2005) ist ebenfalls Schauspielern und wurde bekannt durch ihre Rolle als Laura „X-23“ in Logan – The Wolverine und Deadpool & Wolverine.
Seit den 1990er Jahren ist sie als Darstellerin in Fernsehserien und Filmproduktionen zu sehen. Zu Beginn der 2000er Jahre hatte sie wiederkehrende Rollen in den Fernsehserien Un chupete para ella und Roger Roger inne. 2005 erhielt sie die Rolle der Mrs. Rodriguez in der Filmproduktion A Little Trip to Heaven. 2012 stellte sie in vier Episoden der Fernsehserie Holby City die Rolle der Ramona Gomez dar. 2014 stellte sie im Film Welcome to Karastan die Rolle der Maria dar. Seit 2019 verkörpert sie in der Fernsehserie The Mallorca Files die Rolle der Inés Villegas.

## Filmografie (Auswahl)
- 1990: A solas contigo
- 1998: El conductor
- 2000: Un chupete para ella (Fernsehserie, 3 Episoden)
- 2002: Hot Dog (Kurzfilm)
- 2003: Roger Roger (Fernsehserie, 2 Episoden)
- 2005: A Little Trip to Heaven
- 2008: The Wrong Door (Fernsehserie, Episode 1x06)
- 2012: Holby City (Fernsehserie, 4 Episoden)
- 2014: Welcome to Karastan (Lost in Karastan)
- 2015: Anti-Social
- seit 2019: The Mallorca Files (Fernsehserie)
- 2023: Viento Sur